# Église Santa Maria del Pianto (Naples)

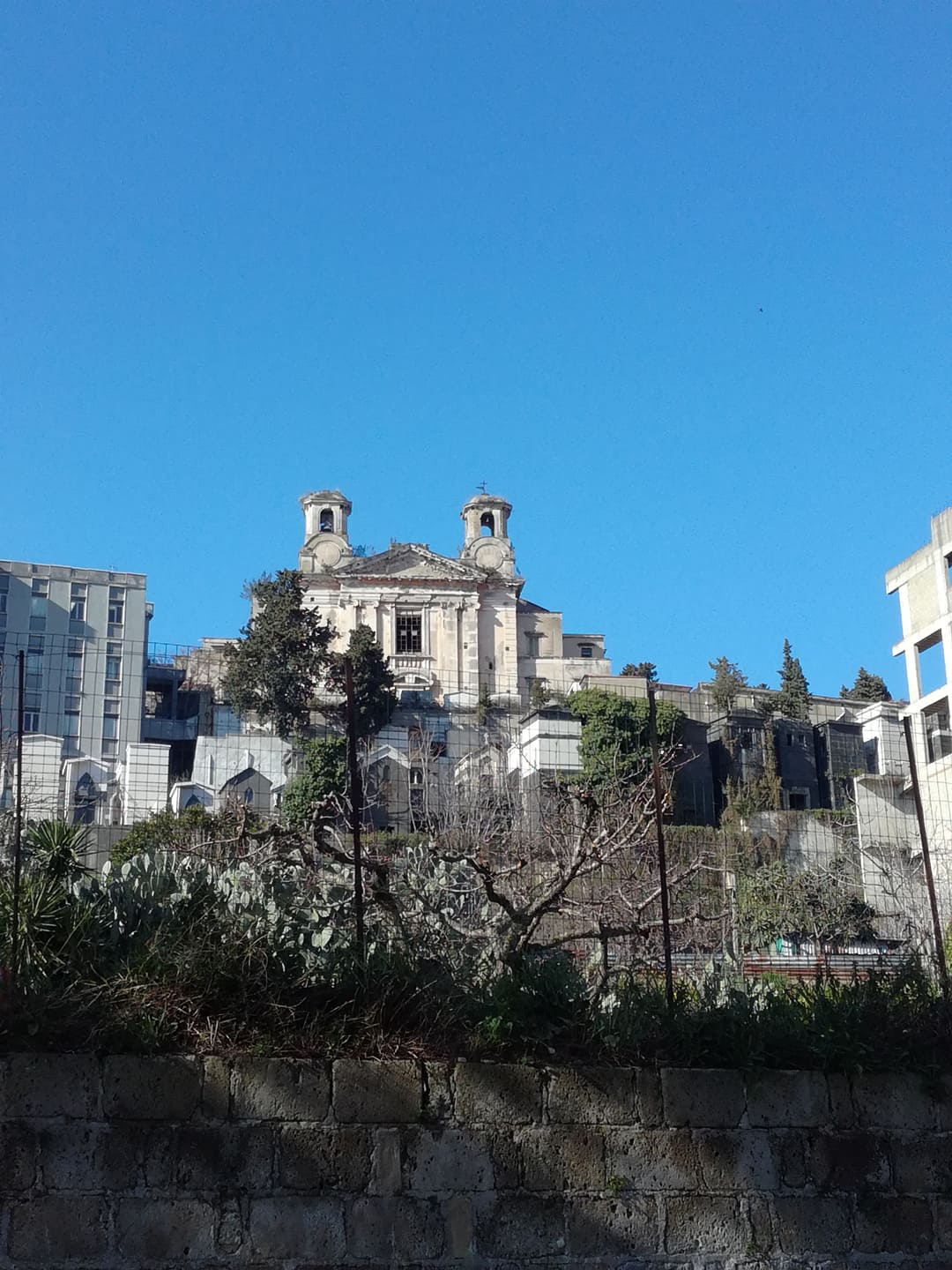
Vue de l'église en haut de la colline.

L'église Santa Maria del Pianto est une église monumentale de Naples auprès du cimetière de Poggioreale. Elle est dans un état dégradé et fermée au public.

## Histoire
Ce grand édifice est une œuvre de Francesco Antonio Picchiatti, architecte de plusieurs édifices notables du royaume de Naples, qui la conçoit en 1657. L'église commémore les victimes de la grande peste de 1656 enterrées à la grotta dei Sportiglioni.
L'église se dresse sur une colline appelée Monte Lutrecco ou Lotrecco, déformation du nom de Lautrec, titre du maréchal de France Odet de Foix (1485-1528), vicomte et seigneur de Lautrec et comte de Beaufort, qui mourut dans  le siège de Naples pendant la guerre de la ligue de Cognac et qui fut enterré ici.
La colline abrite des hypogées de l'époque grecque dont les plus antiques datent du Ve siècle av. J.-C. Ils ne sont pas accessibles au public.

## Extérieur
L'église s'inscrit dans une croix grecque. Sa façade baroque possède un avant-corps encadré de deux paires de pilastres soutenant un fronton triangulaire à la grecque. Un grand portail surplombé d'une grande fenêtre rectangulaire s'ouvre au milieu de la perspective. L'ensemble est couronné de chaque côté par un petit clocher.

## Intérieur
L'intérieur abritait autrefois des tableaux de Luca Giordano et d'Andrea Vaccaro, aujourd'hui conservés au musée Capodimonte de Naples, pour le premier, et à l'appartement historique du palais royal de Naples pour le second.

## Source de la traduction
- (it) Cet article est partiellement ou en totalité issu de l’article de Wikipédia en italien intitulé « Chiesa di Santa Maria del Pianto » (voir la liste des auteurs).